# ロジノフ・ポド・ラドホシチェム駅
座標: 北緯49度27分37.929秒 東経18度8分4.383秒 / 北緯49.46053583度 東経18.13455083度

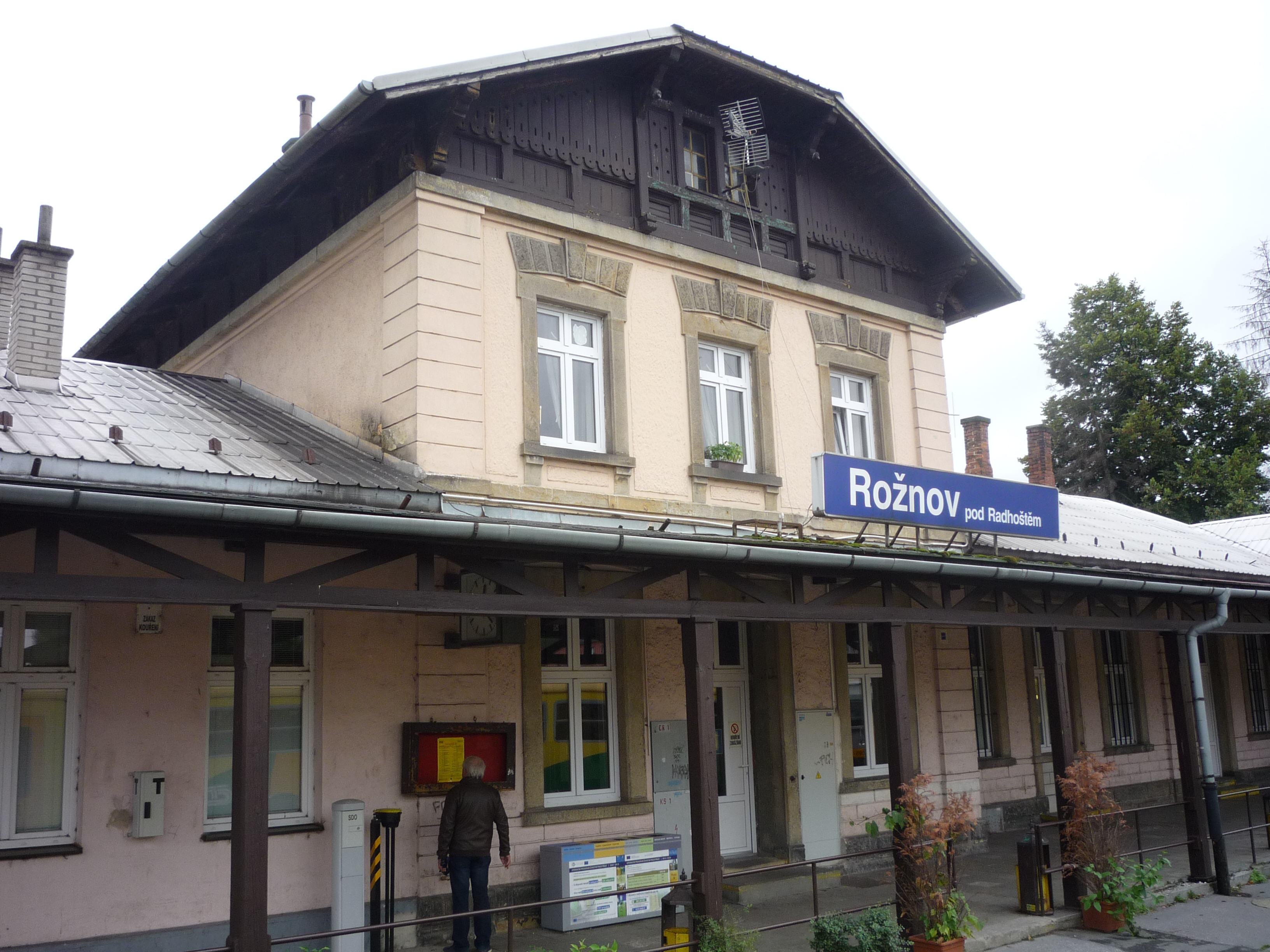
ロジノフ・ポド・ラドホシチェム駅

ロジノフ・ポド・ラドホシチェム駅（チェコ語: Rožnov pod Radhoštěm）は、チェコ共和国ズリーン州フセチーン郡ロジノフ・ポド・ラドホシチェム町にある、チェコ国鉄ヴァラシスケー・メジルジーチー - ロジノフ・ポド・ラドホシチェム線の駅である。

## 路線
ヴァラシスケー・メジルジーチー - ロジノフ・ポド・ラドホシチェム線の終点である。普通列車が当駅 - ヴァラシスケー・メジルジーチー駅間で運行されている。

## 駅周辺
ロジノフ中央広場は徒歩約10分、ワラキア野外博物館は徒歩約15分の距離にある。